# PCSat2
PCSat2 — радиолюбительский малый спутник, созданный Военно-морской академией США. Спутник был доставлен на МКС во время миссии STS-114, установка на внешней поверхности станции была произведена 3 августа 2005 г. астронавтом Соити Ногути во время третьего выхода. Планируется работа в диапазоне 437,975 МГц +/− 9 КГц.
Один из немногих искусственных спутников Земли, который побывал на орбите и после этого был возвращен на Землю.